# Szovon
A szovon (hangul: 서원, handzsa: 書院, RR: seowon) egyfajta koreai iskolatípus, mely a 16. századtól volt jellemző Koreára a Csoszon-dinasztia idejében. Konfuciánus értékrendet közvetítő magánintézmények voltak a szovonok (seowonok), ahol konfuciánus kegyhely is található volt, az elődök előtti tisztelet leróvásához. Az iskolában nem csak elméleti tudást sajátítottak el a diákok, de erkölcsi nevelést is kaptak. Ezek az intézmények a nemzeti tisztviselői vizsgára, a kvagóra (gwageo-ra) készítették fel a jangban (yangban) (nemesi) származású gyerekeket, és a hasonló állami iskolák, a hjanggjók (hyanggyók) riválisai voltak. Politikai frakciók, filozófiai iskolák találkozóhelyeként is funkcionáltak, ezért nagy befolyással bírtak a politikai életre. A Kapo (Gabo)-reformok (1864) után sokat bezárattak. A megmaradt szovonok (seowonok) közül a kilenc legjobb állapotban lévőt 2014-ben felterjesztették az UNESCO világörökségi listájára, melyek végül 2019-ben a világörökség részévé váltak.

## Története

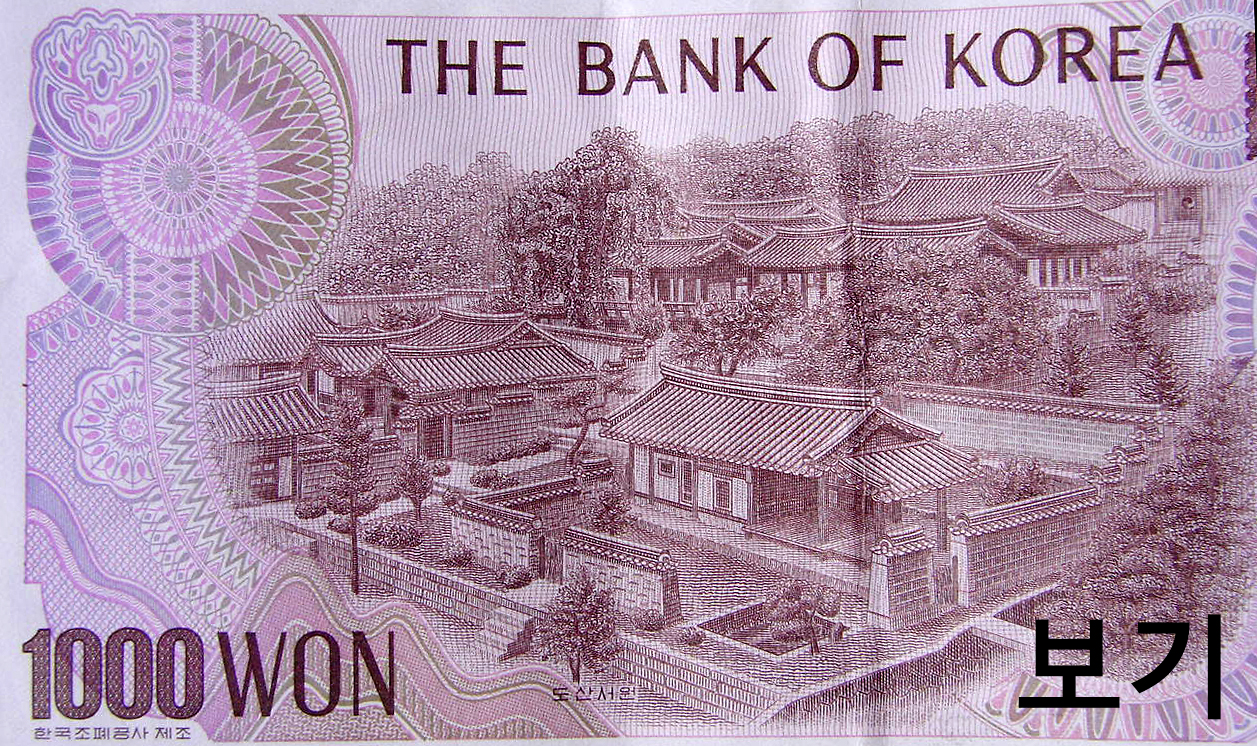
A Toszan szovon (Dosan seowon) az 1000 von (won)os bankjegyen

Az első szovon (seowon)t 1543-ban alapította Csu Szebung (Ju Sebung) (1495–1554), egy egykori korjói (goryeo-i) buddhista templom területén, emiatt az épületek elhelyezkedése is eltér a később megszokottól. Az iskola neve eredetileg Pegungdong (Baegungdong) szovon (seowon) volt, amikor azonban Mjongdzsong (Myeongjong) király hivatalosan is elismerte 1550-ben, a nevét Szoszu szovon (Sosu seowon)ra változtatták. Ezt követően a hasonló magánintézmények száma megszaporodott az országban. A szovon (seowon)ok az irodalmi és politikai életben részt vevő tudós-dzsentrik találkozóhelyéül, vitaközpontjául is szolgált.
A 19. század végén, a Kapo (Gabo)-reformokat követően a legtöbbet bezárták közülük.
A 21. században mozgalom indult Dél-Koreában a szovon (seowon)-kultúra felelevenítéséért. Pak Szokhong (Park Seok-hong), a Szoszu szovon (Sosu seowon) kurátora szerint a hagyományos oktatás mellett szükség lenne a konfuciánus elvek ismételt tanítására, ellensúlyozandó a kemény, sikerorientált koreai oktatást, ami nagy terhet helyez a diákok vállára. Az országban kiegészítő tanulmányokat ajánló, még fennálló szovon (seowon)okban az oktatók szerint a fiatalok életéből kiveszőben lévő hagyományokat igyekeznek tanítani, például asztali etikettet és az idősek helyes megszólítását.

## Jellemzőik
A szovon (seowon)ok hasonlóképp épültek fel, de az épületek elrendezése a helyszín sajátosságaihoz igazodott, követve a geomancia (fengsuj) elveit. A fő oktatócsarnok mellett pavilonok, könyvtár, kollégiumi épületek voltak megtalálhatóak, ahol a diákokat és a tanárokat elszállásolták. Ugyancsak megtalálható volt minden ilyen iskolában valamely neves vagy fontos korábbi konfucianista tudósnak szentelt kegyhely, ahol a diákok lerótták a tiszteletüket.

## Világörökség

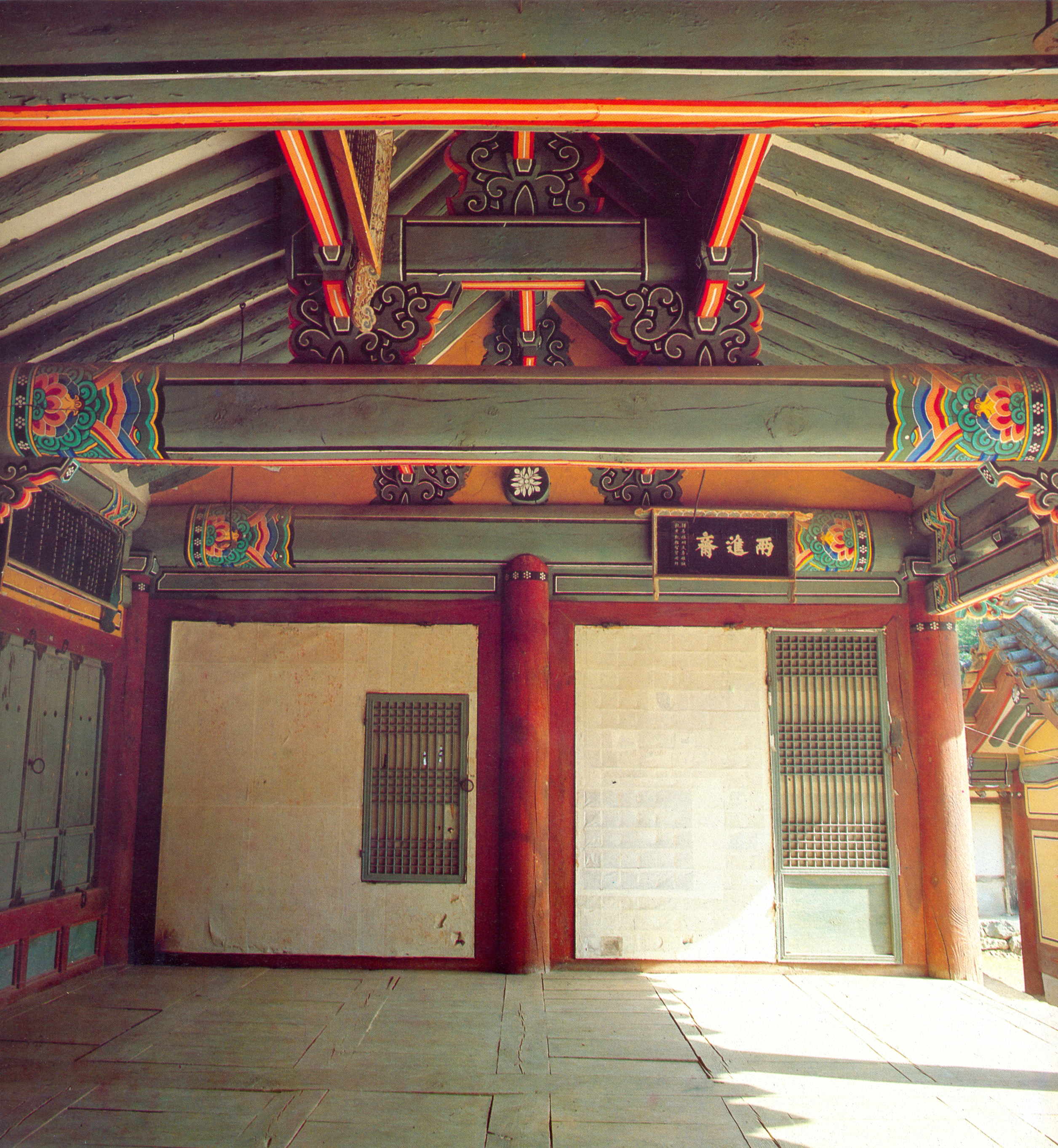
Az Okszan szovon (Oksan seowon) egyik épülete

2014-ben az UNESCO kilenc szovon (seowon)t vett fel a világörökségi javaslati listára, melyek 2019-ben lettek a világörökség részei:
- Szoszu szovon (Sosu seowon) (소수서원), Jongdzsu (Yeongju), Észak-Kjongszang (Gyeongsang)
- Namgje szovon (Namgye seowon) (남계서원), Hamjang (Hamyang), Dél-Kjongszang (Gyeongsang)
- Okszan szovon (Oksan seowon) (옥산서원), Kjongdzsu (Gyeongju), Észak-Kjongszang (Gyeongsang)
- Toszan szovon (Dosan seowon) (도산서원), Andong, Észak-Kjongszang (Gyeongsang)
- Phiram szovon (Piram seowon) (필암서원), Csangszong (Jangseong), Dél-Csolla (Jeolla)
- Todong szovon (Dodong seowon) (도동서원), Tegu (Daegu)
- Pjongszan szovon (Byeongsan seowon) (병산서원), Andong
- Tonam szovon (Donam seowon) (돈암서원), Nonszan (Nonsan), Dél-Cshungcshong (Chungcheong)
- Muszong szovon (Museong seowon) (무성서원), Csongup (Jeongeup), Észak-Csolla (Jeolla)